# Южная Пруссия
Южная Пруссия (нем. Südpreußen, пол. Prusy Południowe) — провинция Прусского королевства, существовавшая в 1793—1807 годы. Была образована на территории Великой Польши после Второго польского раздела. В 1807 году территория провинции целиком перешла во вновь созданное Варшавское герцогство.

## История
В 1793 году провинция включала в себя территории бывших польских воеводств:
- Гнезненское воеводство,
- Калишское воеводство,
- Ленчицкое воеводство,
- Познанское воеводство,
- Плоцкое воеводство,
- Серадзское воеводство,
- Равское воеводство[1].

В 1795 году после Третьего польского раздела в провинцию Южная Пруссия также вошла Варшава с её западными окрестностями. В то же время территории, расположенные к северо-востоку от Вислы вокруг Плоцка, были переданы в состав новой провинции Новая Восточная Пруссия.
Небольшая по площади провинция Новая Силезия также управлялась из Южной Пруссии.
В 1807 году, согласно условиям Тильзитского мира, завершившего русско-прусско-французскую войну, на территории провинции Южная Пруссия (целиком) вместе с частью провинции Новая Восточная Пруссия было провозглашено Варшавское герцогство, переданное саксонской короне. Однако уже в 1815 году в ходе Венского конгресса, завершившего наполеоновские войны, западная часть бывшей Южной Пруссии снова отошла Прусскому государству и образовала ядро новой прусской провинции Позен, остальная часть перешла под контроль России.

## Административное деление
Административно с 1796 года провинция Южная Пруссия состояла из трёх департаментов (нем. Kammerdepartment) и 39 районов:
- департамент Калиш, адм. центр — Калиш
- департамент Позен, адм. центр — Позен
- департамент Варшава, адм. центр — Варшава